# Isla da Altura
La Isla da Altura es una isla lacustre de tierra adentro, pues se formó con el embalse de Portodemouros en el río Ulla. Situada en el municipio de Santiso, en la provincia de La Coruña, tiene una extensión de 58,14 ha, por lo que es una de las más grandes de la Galicia interior. Está rodeada toda ella por el río Iso, y tiene una altura sobre la cota máxima del embalse de 81 m, siendo su elevación máxima con respecto al mar de 325m. 
- Datos: Q3966585